# Église de la Croix (Riga)
L'église de la Croix (letton : Rīgas Krusta baznīca) est une église évangélique-luthérienne située à Riga, capitale de Lettonie.